# Enriqueta Reza
María Enriqueta Reza Casals (Acapulco, Guerrero, México; 3 de abril de 1893-17 de septiembre de 1968), conocida como Enriqueta Reza, fue una actriz mexicana.

## Biografía
Enriqueta Reza se inició en el cine en el año 1943 con la película Toros, amor y gloria. Filmó un total de 67 películas, la última fue en el año de 1968, Los recuerdos del porvenir, al lado de Pedro Armendáriz Jr.
Ella fue ganadora del premio Ariel en su IV entrega, como mejor actriz de reparto de 1950 en la película, Una familia de tantas y nominada como mejor papel incidental en la película Canaima.
Su rostro y actuación fueron piezas importantes que utilizaron los mejores directores, sus películas más recordadas son: En la palma de tu mano con Arturo de Córdova, La malquerida y Rosauro Castro con Pedro Armendáriz, El siete machos con Cantinflas,  Dueña y señora con Sara García, Los bandidos de Río Frío con Luis Aguilar, Lluvia roja y El ahijado de la muerte con Jorge Negrete, entre otras.
En su juventud tuvo su propia compañía de teatro y fue uno de los grandes talentos del cine mexicano al igual que los integrantes de la familia que dejaron huella en el cine de la Época de Oro del cine mexicano: los hermanos Miguel  y Lupe Inclán. Logró crear personajes inolvidables, como la curandera en Deseada (Roberto Gavaldón, 1950) y la perversa sirvienta en Gemma (René Cardona, 1951).
Fallece un 17 de septiembre de 1968 y fue sepultada en el lote de actores del Panteón Jardín de la Cd de México.

## Filmografía
- Cuando acaba la noche (1950)

## Premios
Premios Ariel
| Año  | Categoría                       | Película              | Resultado |
| ---- | ------------------------------- | --------------------- | --------- |
| 1947 | Mejor Papel Incidental Femenino | Canaima               | Nominada  |
| 1950 | Actriz de cuadro                | Una familia de tantas | Ganadora  |